# Ernst Wachler (Autor)
Heinrich Ernst Wachler (* 18. Februar 1871 in Breslau; † im Sommer (September) 1945 in Theresienstadt) war ein völkisch-religiöser und – trotz seiner jüdischen Abstammung – antisemitischer Schriftsteller und Publizist.

## Leben
Wachler wurde als Sohn des Richters und Politikers Ludwig Wachler und der in ihrer Jugendzeit zum protestantischen Christentum konvertierten Jüdin Marie Fürst geboren. Er ist damit ein Urenkel des Literaturhistorikers Ludwig Wachler, entstammt also der preußischen Linie der Familie Wachler. In Marburg, München und Berlin studierte er Germanistik, Geschichte und Philosophie. Mit einer Arbeit Über Otto Ludwigs ästhetische Grundsätze wurde er von Wilhelm Dilthey promoviert. Wachler war Mitglied in der Germanischen Glaubens-Gemeinschaft sowie Gründungs- und Ehrenmitglied der Guido-von-List-Gesellschaft. Außerdem engagierte er sich in zahlreichen anderen Vereinen und Gesellschaften des völkischen Umfeldes als Mitglied bzw. Funktionär. Er war einer der Gründer der völkisch-religiösen Bewegung im wilhelminischen Kaiserreich. Nach Studium und Promotion erwarb er sich erste praktische Theatererfahrungen als Dramaturg am Berliner Theater.

### Bergtheater Thale

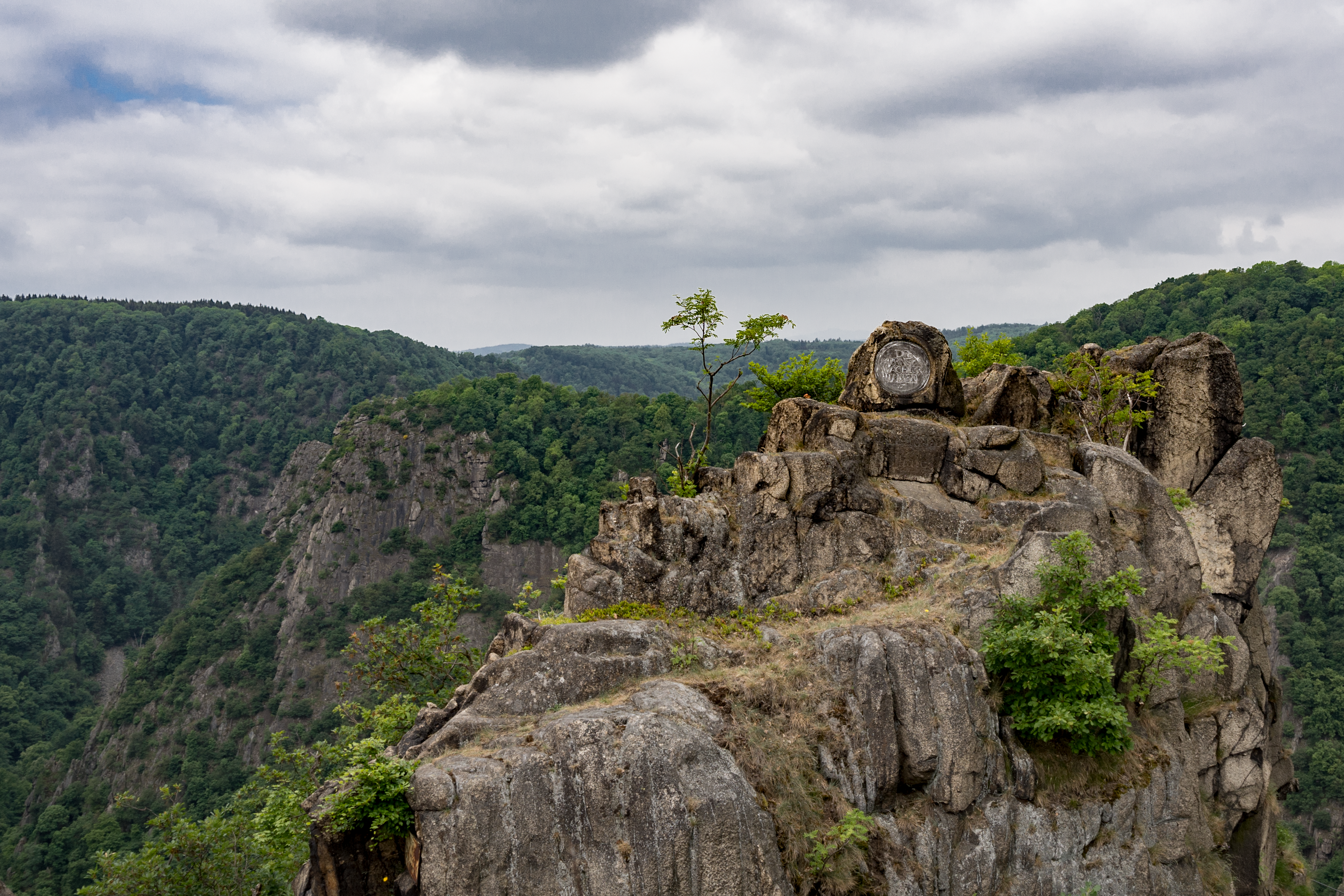
Dr. Ernst Waechter Felsen (Denkmal)

Ernst Wachler gründete 1903 das Bergtheater Thale unter dem Namen „Grüne Bühne“, eines der ältesten Naturtheater Deutschlands. In seiner Zeitschrift Deutsche Volksbühne stellte er zuvor seinen Plan eines „Theaters der Zukunft“ vor. In einer „Erklärung deutscher Autoren und Künstler“ wurde in der Deutschen Volksbühne zur Sammlung aller Gleichgesinnten aufgerufen, die für die „deutschen und volkstümlichen Bestrebungen“ eintreten. Wachler wandte sich mit seinen Erneuerungsvorstellungen vorrangig an die Vertreter der Heimatkunstbewegung. Im Februar 1903 riefen namhafte Vertreter der Heimatkunstbewegung zur finanziellen Unterstützung des geplanten „Landschafts- und Volkstheaters unter freiem Himmel“ auf und gaben der Hoffnung Ausdruck, dass die „Harzfestspiele“ Vorbild für ein über Deutschland verbreitetes Netz von Sommerbühnen werden würden. Wachler erstrebte eine Musterweihebühne im Geiste Richard Wagners, die Vorbild einer „nationalen Renaissance“ sein sollte, indem die „ursprünglichen“ germanischen Lebensanschauungen- und formen, die durch „jüdisch-christliche“ und „lateinische“ Einflüsse unterdrückt worden seien, wiederbelebt werden. Nach Wachlers Auffassung überdauerte der „echte Glaube der Deutschen“ trotz aller Anfeindungen im traditionellen Brauchtum, in Märchen, Sagen und Mythen sowie in der deutschen Muttersprache. Daher sei der Künstler und besonders der Dichter dazu berufen, die „Keime eines neuen Glaubens auszustreuen“. Dementsprechend wurden die Theateraufführungen als „gottesdienstliche Handlung“ begriffen. Zur Eröffnungsvorstellung am 8. Juli 1903 wurde Wachlers Stück Walpurgis mit der Musik von Peter Gast und Adolf Emge uraufgeführt.
Wie schon durch sein schriftstellerisches Wirken versuchte Wachler auch durch das Bergtheater völkisches Gedankengut zu popularisieren und die verschiedenen völkischen Führer und Gruppen zu vernetzen. Das auch als neuheidnische Weihestätte konzipierte Bergtheater war daher wiederholt Treffpunkt völkischer und völkisch-religiöser Organisationen. So wurde dort auf einer Tagung im August 1913 durch Umbenennung der „2. Deutschreligiösen Gemeinschaft“ die „Germanische Glaubens-Gemeinschaft“ gegründet und 1914 fand ein „Allthing germanischer Gemeinschaften“ statt, an dem unter anderem die Germanische Glaubens-Gemeinschaft, der ebenfalls deutschgläubige Deutsche Orden Otto Sigfrid Reuters, die Großen Germanen-Logen, der Germanenorden, der Schafferbund und Wachlers „Gesellschaft Wodan“ beteiligt waren. Auf diesem Allthing wurde Ludwig Fahrenkrog zum Hochwart der „Germanischen Glaubens-Gemeinschaft“ gewählt. Die neuheidnische Kultstätte war auch an Symbolen, darunter Runen, zu erkennen. In die Eingangstür war ein Hakenkreuz geschnitzt; am Fuß der Haupttreppe des Zuschauerraums war ein Steinaltar aufgestellt und am Eingang war ein Edda-Spruch angebracht: „Allen Edlen gebiet ich Andacht, Hohen und Niedern aus Heimdalls Geschlecht. Walvaters Wirken will ich künden. Der Vorzeit Sagen, deren ich mich entsinne“.
1911 legte Wachler die Spielleitung nieder, was einen herben Rückschlag für das Theater bedeutete. Das Theater wurde kriegsbedingt 1940 geschlossen. Ernst Wachler scheint laut Uwe Puschner zuletzt auf Distanz zu seiner Theaterschöpfung, ebenso wie auch – nach anfänglicher Begeisterung – zum Nationalsozialismus gegangen zu sein. 1941 bekannte er, das Harzer Bergtheater liege „hinter mir wie ein idealer Traum […] Was später wird, [bleibt] abzuwarten […]“. 1942 zog er nach Prag und wurde nach Kriegsende, wahrscheinlich als Überlebender der tschechischen Gewaltexzesse im Prager Aufstand gegen die Deutschen, im ehemaligen Internierungslager Theresienstadt (1945–1948) interniert, wo er im Sommer 1945 an der Hungerruhr starb.

## Werk
Er betrieb die Zeitschriften Der Kynast. Blätter für Volkstum und Dichtung (1898–1899), Deutsche Zeitschrift (1899–1905), Iduna (1905–1906) und die Die Jahreszeiten. Blätter für Dichtung und Volkstum (1910–1911). 
Außerdem schrieb er in zahlreichen, meist kurzlebigen völkischen Zeitschriften wie dem Rechtshort (1905–1910) und auch in der von Theodor Fritsch gegründeten Zeitschrift Hammer. Blätter für deutschen Sinn (1902–1940). Wachler schrieb in der radikal antisemitischen Monatsschrift Das zwanzigste Jahrhundert.
Nach Ende des Zweiten Weltkrieges wurde Wachlers Schrift Über die Zukunft des deutschen Glaubens (Hubricht, Freiberg i. Sa. 1930) in der Sowjetischen Besatzungszone und sein Sommernächte von Castagnola (Stolle-Verlag, Dresden 1930) in der Deutschen Demokratischen Republik auf die Liste der auszusondernden Literatur gesetzt.